# Красночетайське сільське поселення
Красночета́йське сільське поселення (рос. Красночетайское сельское поселение) — муніципальне утворення у складі Красночетайського району Чувашії, Росія. Адміністративний центр — село Красні Четаї.

## Населення
Населення — 3915 осіб (2019, 4510 у 2010, 5302 у 2002).

## Склад
До складу поселення входять такі населені пункти:
| Населений пункт      | Населення, осіб (2002) | Населення, осіб (2010) |
| -------------------- | ---------------------- | ---------------------- |
| Дубовка, присілок    | 31                     | 21                     |
| Іжекей, присілок     | 412                    | 333                    |
| Красні Четаї, село   | 2982                   | 2623                   |
| Пчолка, присілок     | 50                     | 15                     |
| Томлей, присілок     | 210                    | 180                    |
| Черепаново, присілок | 1078                   | 957                    |
| Янгільдіно, присілок | 539                    | 381                    |